# RAGE OF DUST
「RAGE OF DUST」（レイジ・オブ・ダスト）は、日本のロックバンドであるSPYAIRの楽曲。同バンドの19枚目のシングルとして、2016年11月9日にSony Music Associated Recordsから発売された。

## 概要
前作「THIS IS HOW WE ROCK」から約4か月ぶりのリリースとなるシングル。表題曲はMBS・TBS系テレビアニメ『機動戦士ガンダム 鉄血のオルフェンズ』（以下『鉄血のオルフェンズ』）第2期のオープニングテーマに起用されている。SPYAIRがガンダムシリーズとタイアップするのは、2012年放送の『機動戦士ガンダムAGE』のエンディングテーマ「My World」以来2度目である。
販売形態は、ボーナスディスク付きの初回生産限定盤（AICL-3215〜6）、通常盤（AICL-3217）、『鉄血のオルフェンズ』のキャラクターや登場機体が描き下ろされたジャケット仕様の期間生産限定盤（AICL-3218）の3種類。初回生産限定盤のCDには、表題曲に加えてカップリング曲「C!RCUS」が収録されており、一方で通常盤と期間生産限定盤のCDには、2015年12月22日にさいたまスーパーアリーナにて開催されたアリーナツアー「DYNAMITE 〜シングル全部ヤリマス〜」で演奏された「My World」のライブ音源が収められている。また、初回生産限定盤のボーナストラックには、2016年7月30日に富士急ハイランドコニファーフォレストにて行われた野外ワンマンライブ「JUST LIKE THIS 2016」のライブ音源計10曲が収録されている。
オリコンチャートでは「アイム・ア・ビリーバー」から3作連続でトップ10入りを果たした。
新ボーカル・YOSUKEによる再レコーディング・バージョン「RAGE OF DUST -New Version-」が、2023年8月11日に会場限定でリリースされるCD「RE-BIRTH」にカップリング曲として収録された。

## 収録内容

### 初回生産限定盤
| 全作曲: UZ。 |                         |                    |            |                     |      |
| #            | タイトル                | 作詞               | 作曲・編曲 | 編曲                | 時間 |
| 1.           | 「RAGE OF DUST」        | MOMIKEN            | UZ         | UZ & Kohsuke Oshima | 3:24 |
| 2.           | 「C!RCUS」              | MOMIKEN & IKE & UZ | UZ         | UZ & tasuku         | 3:50 |
| 3.           | 「RAGE OF DUST」(inst.) |                    | UZ         |                     | 3:24 |
| 4.           | 「C!RCUS」(inst.)       |                    | UZ         |                     | 3:44 |
| 合計時間:    | 合計時間:               | 合計時間:          | 合計時間:  | 14:22               |      |

| #         | タイトル                                    | 作詞  | 作曲・編曲 | 時間 |
| --------- | ------------------------------------------- | ----- | ---------- | ---- |
| 1.        | 「THIS IS HOW WE ROCK」                     |       |            | 4:39 |
| 2.        | 「Rock'n roll」                             |       |            | 3:49 |
| 3.        | 「JUST ONE LIFE」                           |       |            | 4:56 |
| 4.        | 「Are You Champion? Yeah!! I'm Champion!!」 |       |            | 4:34 |
| 5.        | 「STAR」                                    |       |            | 4:01 |
| 6.        | 「YOU 2」                                   |       |            | 3:00 |
| 7.        | 「あの頃、僕らは同じ未来を」                |       |            | 5:05 |
| 8.        | 「Little summer」                           |       |            | 5:09 |
| 9.        | 「JUST LIKE THIS」                          |       |            | 5:20 |
| 10.       | 「SINGING」                                 |       |            | 6:30 |
| 合計時間: | 合計時間:                                   | 47:09 |            |      |

### 通常盤・期間生産限定盤
| 全作詞: MOMIKEN、全作曲: UZ。 |                                                       |           |            |                     |      |
| #                             | タイトル                                              | 作詞      | 作曲・編曲 | 編曲                | 時間 |
| 1.                            | 「RAGE OF DUST」                                      | MOMIKEN   | UZ         | UZ & Kohsuke Oshima | 3:24 |
| 2.                            | 「My World (Live at SAITAMA SUPER ARENA 2015.12.22)」 | MOMIKEN   | UZ         | UZ                  | 3:34 |
| 3.                            | 「RAGE OF DUST」(TV size)                             | MOMIKEN   | UZ         |                     | 1:51 |
| 4.                            | 「RAGE OF DUST」(inst.)                               | MOMIKEN   | UZ         |                     | 3:20 |
| 合計時間:                     | 合計時間:                                             | 合計時間: | 12:10      |                     |      |

## 収録アルバム
1. RAGE OF DUST
  - 5thスタジオ・アルバム『KINGDOM』
2. C!RCUS
  - 5thスタジオ・アルバム『KINGDOM』

## カバー
- 早坂美玲（朝井彩加） - ゲーム『アイドルマスター シンデレラガールズ スターライトステージ』収録曲として2019年9月24日に追加[11]。翌年2020年3月18日発売のシングル「THE IDOLM@STER CINDERELLA GIRLS STARLIGHT MASTER 37 Needle Light」に収録された。